# Fernand Franck

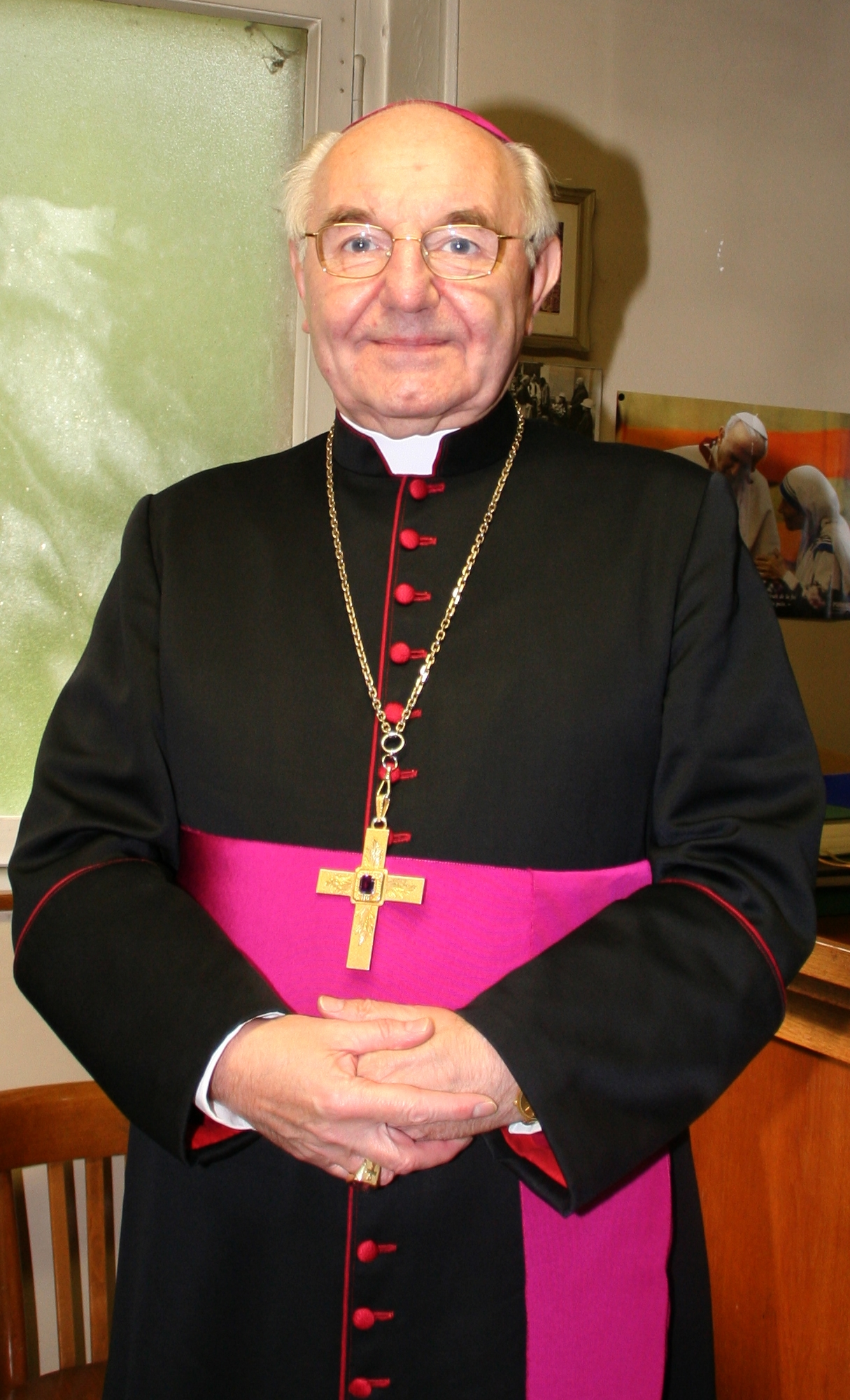
Erzbischof Fernand Franck (2005)

Fernand Franck (* 6. Mai 1934 in Esch-Alzette, Kanton Esch, Luxemburg) ist emeritierter Erzbischof von Luxemburg.

## Leben
Fernand Franck war einziges Kind der Eheleute Jean Franck, Chef der Hüttenpolizei bei der Arbed, und Catherine Kaster. Nach seinem Wehrdienst in Bitburg, Capellen und Luxemburg trat er 1954 in das luxemburgische Priesterseminar ein und wechselte 1959 an die Westfälische Wilhelms-Universität Münster. Am 29. Juni 1960 empfing Fernand Franck in Münster die Priesterweihe und war Kaplan in Differdingen-Fousbann bis 1971 und Priester in Clausen von 1971 bis 1977. Zudem war er Direktor der Katholischen Kinderaktion von 1969 bis 1977, Direktor des Päpstlichen Kindermissionswerks in Luxemburg von 1969 bis 1977 sowie Nationaldirektor des Päpstlichen Missionswerks in Luxemburg von 1973 bis 1977. 
1977 wurde er nach Rom berufen und war Generalsekretär des Päpstlichen Werks zur Verbreitung des Glaubens und ab 1988 zudem Sekretär des Päpstlichen Werks des Apostels Petrus. Zudem war er Konsultator des Päpstlichen Rates „Cor Unum“, Konsultator des Päpstlichen Rates der sozialen Kommunikation und Mitglied der „Fondation Pie XII“.
Papst Johannes Paul II. ernannte Fernand Franck am 21. Dezember 1990 zum Erzbischof von Luxemburg. Die Bischofsweihe spendete ihm sein Vorgänger, der emeritierte Erzbischof Jean Hengen am 2. Februar 1991 in der Kathedrale zu Luxemburg; Mitkonsekratoren waren Kurienerzbischof José Tomás Sánchez und der Trierer Bischof, Hermann Josef Spital. Sein Wahlspruch ist Ut unum sint („Dass sie eins seien“).
Er ist seit 1981 Geistlicher Beirat der Botschaft des Großherzogtums Luxemburg beim Heiligen Stuhl. Fernand Franck ist Mitglied der Bischöflichen Kommission Ecclesia celebrans und Präsident der Kaiser-Karl-Gebetsliga für den Völkerfrieden. 
Er ist seit 1994 der erste Großprior der luxemburgischen Statthalterei des Ritterordens vom Heiligen Grab zu Jerusalem. 2011 wurde er zum ersten Großkreuz-Ritter der Statthalterei Luxemburg ernannt.

## Ehrungen und Auszeichnungen
1977 wurde er zum Ehrenprälat des Papstes ernannt („Monsignore“). Seit 1990 ist er Ehrendomherr der Kathedrale Unserer Lieben Frau von Luxemburg. Zudem wurde er ausgezeichnet als Offizier des Verdienstordens des Großherzogtums Luxemburg und Offizier im Orden der Eichenkrone (1977), Ritter der Französischen Ehrenlegion (1977), Lion d'Echternach (1993), „D'Sëlwer Plack Dicks-Rodange-Lentz“ der „Actioun Lëtzebuergesch“, Großoffizier des Verdienstordens des Großherzogtums Luxemburg (1997). Am 29. Juni 2011 wurde er mit der seltenen Würdigung zum Ehrendomkapitular am Trierer Dom ernannt.

## Werke
- „Der Gottesmutter die Schlüssel unserer Existenz anvertrauen.“ In: Volker Zotz und Friederike Migneco (Hrsg.): Totus tuus. Marianisches Lesebuch zur Luxemburger Muttergottes-Oktav. Luxembourg, Kairos Edition 2004, ISBN 2-9599829-9-1 (Text in deutscher und französischer Sprache), S. 17–20
- „Ich bin Christ – aus gutem Grund.“ In: Joachim Theis u. a. (Hrsg.): Zur Anziehungskraft des Christseins heute. Trier, éditions trèves 2007, ISBN 978-3-88081-501-8